# Leibniz-Zentrum Moderner Orient
Koordinaten: 52° 25′ 40,7″ N, 13° 12′ 8,6″ O
Das Leibniz-Zentrum Moderner Orient (ZMO) (bis 2016 Zentrum Moderner Orient) ist eine 1996 gegründete Forschungseinrichtung in Berlin, die sich interdisziplinär und in historisch-vergleichender Perspektive mit dem Nahen Osten, Afrika, Zentralasien, Süd- und Südostasien befasst. Im Mittelpunkt der Forschung steht die Interaktion überwiegend islamisch geprägter Gesellschaften sowie deren Beziehungen mit den nicht-islamischen Nachbarregionen.
Das ZMO wurde 1996 als außeruniversitäres Geisteswissenschaftliches Zentrum der historischen Kultur- und Sozialwissenschaften gegründet und am 12. Juni 1998 im von Hermann Muthesius entworfenen Mittelhof in Nikolassee eröffnet. Träger des von Ulrike Freitag seit 2002 geleiteten Zentrums ist der Verein Geisteswissenschaftliche Zentren Berlin. Das wissenschaftliche Kernprogramm des ZMO wurde vom Berliner Senat, der Deutschen Forschungsgemeinschaft, sowie dem Bundesministerium für Bildung und Forschung gefördert. Seit dem 1. Januar 2017 ist das ZMO Mitglied der Leibniz-Gemeinschaft und somit in die gemeinsame Forschungsförderung von Bund und Ländern aufgenommen.

## Forschungsprogramm
Forschungsprogramm 2020–2029
Das Hauptforschungsprogramm des ZMO, Translokale Verflechtungen neu denken: Perspektiven aus Asien, Afrika und dem Nahen Osten (2020-2029), erforscht, wie soziale Akteure in ihren Erfahrungen, Wahrnehmungen und Praktiken mit Spannungen und Herausforderungen umgehen, die aus translokaler Vernetztheit erwachsen. Dies geschieht in dem Bewusstsein, dass die Gesellschaften dieser Akteure oft (auf charakteristische Weise) selbst von der spezifischen Geschichte solcher Verflechtungen und den daraus resultierenden Spannungen geprägt sind. In historischer Hinsicht konzentriert sich die Forschung auf globale Netzwerke größtenteils muslimischer Gesellschaften (bzw. deren jeweiligen Gegenübern) vom 16. bis zum 21. Jahrhundert. Weitere Forschungsdimensionen betreffen existenzielle Erfahrungen und Transformationen sozialer Praktiken; räumliche (Re-) Konfigurationen; begriffliche Strukturen, Visionen und Revisionen innerhalb solcher Verflechtungen; wirtschaftliche Beziehungen sowie Formationen und Reformationen des Religiösen, Rechtlichen und Politischen.
Das Forschungsprogramm des Zentrums umfasste von 2020 bis 2024 vier interdisziplinäre Forschungsfelder und rund 35 wissenschaftliche Mitarbeiter, die zu Aspekten der Geschichte und Kultur des „Modernen Orient“ seit dem 16. Jahrhundert arbeiteten.
Es wurde mit Blick auf die folgenden vier thematischen Schwerpunkte bearbeitet, die den Rahmen für vier entsprechende Forschungsfelder bilden: 1. Lebensalter und Generation, 2. Umwelt und Gerechtigkeit 3. Geschichtsbilder, 4. Umstrittene Religion. Daraus resultierende Querschnittsthemen wurden in verschiedenen Formaten und von unterschiedlichen Forschern aus den jeweiligen Forschungsfeldern bearbeitet. Hierbei wurden gemeinsame methodische und theoretische Herausforderungen aus einer vergleichenden Perspektive diskutiert.
Das Hauptforschungsprogramm wurde durch zusätzliche Forschungsgruppen aus verschiedenen Themenbereichen ergänzt.
Von 2025 bis 2029 wird das Forschungsprogramm mit Blick auf die folgenden drei thematischen Schwerpunkte bearbeitet: 1. Staat und Gesellschaft, 2. Lebenswege und Ökologien, 3. Religion und intellektuelle Kultur. Alle existierenden und geplanten Projekte werden in jeweils eines der drei Forschungsfelder integriert, während die methodisch-theoretische Querschnittsarbeit in abteilungsübergreifenden Workshops, Thementagen und anderen wissenschaftlichen Formaten stattfindet. Dadurch kann die empirische Arbeit an spezifischen Quellen, Archiven, Feldbeobachtungen und Texten durch begriffliche Überlegungen begleitet werden, die es den Forschenden erlauben, sich an einschlägigen theoretischen Debatten zu beteiligen. Besondere Beachtung gilt dabei begrifflichen Strukturen und Theorien aus den Forschungsregionen des ZMO. Damit kann die am ZMO angesiedelte Forschung dazu beitragen, die eurozentristische Dominanz der Geistes- und Sozialwissenschaften zu überwinden.
Das ZMO charakterisiert eine disziplinäre Vielfalt, die von den Geschichtswissenschaften, über die Sozial- und Kulturanthropologie und die Islamwissenschaft bis hin zur Politikwissenschaft sowie weiteren Fächern reicht. Da die Forschenden am ZMO über fundierte Regional- und Sprachkenntnisse verfügen, können sich ihre Forschungsperspektiven besonders nah auf translokale Akteure sowie deren Erfahrungen und Interpretationen einlassen. Viele Wissenschaftler*innen am ZMO unterhalten langfristige Beziehungen zu ihren Forschungsregionen, führen ihre Forschung in Zusammenarbeit mit lokalen Partnern durch, oder kommen selbst aus den Regionen.
Forschungsprogramm 2008–2019
Das zentrale Forschungsprogramm des ZMO Muslimische Welten – Welt des Islams? Entwürfe, Praktiken und Krisen des Globalen (2008–2019) untersuchte ein breites Spektrum historischer wie gegenwärtiger Dynamiken innerhalb und zwischen muslimisch geprägten Gesellschaften seit dem 18. Jahrhundert sowie ihre Verbindungen nach Europa. Die breite Zusammenarbeit von Historikern, Ethnologen, Islamwissenschaftlern, Ökonomen, Psychologen und anderen Fachvertretern am Zentrum überschreitet die gängigen Grenzen der Regional- und Fachwissenschaften. Besonderen Nachdruck legten die Wissenschaftler auf kooperative und interdisziplinäre Grundlagenforschung, die auf intensiven Archiv- und Feldforschungen sowie der Kenntnis einer Vielzahl regionaler Sprachen beruht. Sie erforschten grundlegende und, wie besonders in jüngster Zeit deutlich geworden ist, für das Verständnis der Gegenwart notwendige Bereiche der außereuropäischen Moderne.

Forschungsprogramm 2000–2007
In diesem Zeitrahmen haben verschiedene Teilprojekte zum Thema „Translokalität“ geforscht. Eine wichtige Erkenntnis der Forschung war die Bedeutung von parallelen Ent- und Begrenzungsmechanismen gerade in Zeiten, die scheinbar ausschließlich durch zunehmende globale Vernetzung geprägt sind. Ferner zeigte sich der Netzwerkcharakter von Globalisierung, die nicht mehr allumfassend, sondern als eine Vielzahl einander überlagernder, grenzüberschreitender Zirkulations- und Ausgrenzungsprozesse aufgefasst wurde. Der Begriff der „Translokalität“ wurde wesentlich am ZMO ausgearbeitet, um diese Entwicklungen präziser zu fassen, als es der oft teleologisch und eurozentrisch verstandene Globalisierungsbegriff erlaubt.

Forschungsprogramm 1996–2000
Unter dem Thema „Abgrenzung und Aneignung in der Globalisierung: Asien, Afrika und Europa seit dem 18. Jahrhundert“ wurden Wahrnehmungen, Verarbeitung und Folgen globaler Prozesse und Diskurse in historischer und vergleichender Perspektive untersucht. Drei Gruppenprojekte, „Islam und Globalisierung“, „Akteure des Wandels“ und „Lokalität und Staat“ wurden hier eingesetzt, um das Gesamtprogramm zu organisieren.

## Veröffentlichungen
Die Reihe ZMO-Studien veröffentlicht Forschungsergebnisse aus der Arbeit der einzelnen Projekte, Tagungsbände sowie ausgewählte Monographien, die das Forschungsprofil des Zentrums ergänzen. Diese ZMO-eigene Schriftenreihe wird seit 2019 vom Verlag Walter de Gruyter publiziert. Hinzu kommen die ZMO Working Papers, die Entwicklungen und Diskussionen aus den Forschungsprojekten des ZMO reflektieren und die ZMO Programmatic Texts, die in Form konzeptueller Aufsätze sich mit der interdisziplinären und interregionalen Forschung am Zentrum beschäftigen. Sowohl ZMO Working Papers als auch ZMO Programmatic Texts sind Open-Access-Reihen. Weiter werden Forschungsergebnisse in Monographien und Aufsätzen publiziert, die im In- und Ausland erscheinen. Dabei arbeiten alle Forscher entsprechend der Rules for Safeguarding Good Academic Practice.

## Veranstaltungen
Um Forschungsergebnisse zu diskutieren, organisiert das ZMO öffentliche Kolloquien, Vorlesungsreihen, Workshops und internationale Tagungen. Zusätzlich gibt es Diskussionsrunden zu aktuellen wissenschaftlichen und politischen Themen, zum Teil in Kooperation mit nationalen oder internationalen Organisationen. Insbesondere wird mit Mittler- und Kulturorganisationen und mit den politischen Stiftungen in Deutschland zusammengearbeitet. Zu den Veranstaltungen zählen unter anderem ein jährlicher Tag der offenen Tür, Filmreihen und -festivals, Ausstellungen, Podiumsdiskussionen und Gesprächsrunden, sowie öffentliche Vorträge.

## Vernetzung und Kooperation
Die Direktorin des ZMO ist gleichzeitig Professorin der Islamwissenschaft an der FU Berlin. Die Lehrtätigkeit von wissenschaftlichen Mitarbeitern an verschiedenen Fakultäten der Berliner Universitäten sowie an Hochschulen inner- und außerhalb Deutschlands trägt zur engen Verbindung von Lehre und Forschung bei. Vize-Direktor Kai Kresse ist gleichzeitig Professor am Institut für Kultur- und Sozialanthropologie an der FU Berlin. Vize-Direktorin Sonja Hegasy ist von 2019 bis 2021 Gastprofessorin an der Barenboim-Said Akademie Berlin. Zusammen mit der Humboldt-Universität zu Berlin ist das ZMO als einzige außeruniversitäre Forschungseinrichtung an der Berlin Graduate School Muslim Cultures and Societies (BGSMCS) der FU Berlin (Sprecheruniversität) beteiligt. Die Betreuung von Dissertationen und von Post-Doc-Nachwuchswissenschaftlern gehört zu den Aufgaben des ZMO.
Das ZMO lädt ausländische Gäste zum gemeinsamen Forschen zu ein- bis zweimonatigen Forschungsaufenthalten nach Berlin ein. Hier stellen sie ihre Arbeit auch der interessierten Berliner Öffentlichkeit vor.
Kooperationen mit anderen wissenschaftlichen Einrichtungen umfassen Europa, Nordamerika, und insbesondere die Forschungsregionen. In Berlin hat das ZMO Kooperationsabkommen mit der Freien Universität Berlin und der Humboldt-Universität. Darüber hinaus bestehen vielfältige Forschungskooperationen in Berlin, wie im Rahmen der Berlin Graduate School Muslim Cultures and Societies und des Forum Transregionale Studien und mit anderen außeruniversitäre Einrichtungen (z. B. Centre Marc Bloch, Institute der Max-Weber Stiftung). Zudem ist das Leibniz Zentrum Moderner Orient Teil des Forschungsverbundes „Historische Authentizität“ der Leibniz-Gemeinschaft.
2012 begann die internationale Kooperation mit dem Beiruter Archiv Umam Documentation & Research in dem Projekt Transforming Memories: Cultural Production and Personal/Public Memory in Lebanon and Morocco (2012–2014). Darüber hinaus war das ZMO an folgenden Verbundprojekten beteiligt:
- Crossroads Asia (2011–2014)[26], Partner: Zentrum für Entwicklungsforschung, Institut für Orient- und Asienwissenschaften (Rheinische Friedrich-Wilhelms-Universität Bonn), Zentralasien-Seminar (HU Berlin), Centre for Development Studies (ZELF, FU Berlin)
- Phantomgrenzen in Ostmitteleuropa (2011–2014),[27] Partner: Centre Marc Bloch, HU Berlin, Martin-Luther-Universität Halle-Wittenberg
- Urban Violence in the Middle East (2010–2013),[28] Partner: School of Oriental and African Studies
- Beteiligung am Sonderforschungsbereich 640 der HU Berlin[29]
- Humanities in the European Research Area (HERA) für das Forschungsvorhaben Cultural Exchange in a Time of Global Conflict: Colonial, Neutrals and Belligerents during the First World War am ZMO[30]
- DFG-Langzeitvorhaben Das Moderne Indien in Deutschen Archiven, 1706 – 1989 (MIDA) (2014–2026)[31]
- Spaces of Participation: Topographies of Social and Political Chance in Morocco, Egypt, and Palestine (VolkswagenStiftung 2014–2020)[32]
- Religion, Moral und Boko in Westafrika: Studentische Laufbahnen fuer ein gutes Leben (Akronym: Remoboko), Partner: Universite Abdou Moumouni, Niamey in Niger und der University of Ibadan in Nigeria

## Bibliothek
Die Bibliothek des Zentrums ist als wissenschaftliche Spezialbibliothek für die am Zentrum angesiedelten Forschungsschwerpunkte konzipiert. „Im Jahre 2010 trat die Bibliothek des ZMO dem Gemeinsamen Bibliotheksverbund (GBV) bei. Damit ist nun das gemeinsame Katalogisieren mit wichtigen orientwissenschaftlichen Bibliotheken (Sondersammelgebiet Halle, Staatsbibliothek Berlin, Orient-Institute-Beirut und Istanbul, Uni-Bibliotheken Jena, Erfurt, Gotha, Göttingen, Hamburg, Kiel) in einer Verbunddatenbank möglich.“ Die Bibliothek des ZMO umfasst gegenwärtig ca. 50.000 Bände und verfügt über zirka 90 laufende Zeitschriften. „Zwei der Spezialsammlungen haben den Bestandsaufbau in besonderem Maße geprägt. Zunächst wurden von der Berlin-Brandenburgischen Akademie ca. 10.000 Bände Monographien und 297 Zeitschriftentitel aus der Teilbibliothek für Deutsche und Allgemeine Geschichte der ehemaligen Akademie der Wissenschaften der DDR zur Orientalistik als Dauerleihgabe übernommen. Der zweite bedeutende Zuwachs entstand mit der Fritz und Gertraud Steppat-Schenkung im Umfang von ebenfalls ca. 10.000 Bänden an überwiegend arabischsprachigen Monographien sowie an Zeitschriften.“ Durch die Nachlässe des Afrika-Historikers Jürgen Herzog, des Nahost-Historikers Gerhard Höpp und des Indologen Horst Krüger verfügt sie über weitere wertvolle Quellen und seltene Sekundärliteratur. Sie ist eine öffentliche Präsenzbibliothek.

## Träger
Hervorgegangen aus einem Bereich der Akademie der Wissenschaften der DDR und 1992 auf Empfehlung des Wissenschaftsrats zunächst als Forschungsschwerpunkt Moderner Orient unter dem Dach der Max-Planck-Gesellschaft neugegründet, wird das Zentrum seit Anfang 1996 vom Verein Geisteswissenschaftliche Zentren Berlin e. V. (GWZ) getragen. Dem GWZ gehören neben dem ZMO auch das Leibniz-Zentrum Allgemeine Sprachwissenschaft (ZAS) und das Leibniz-Zentrum für Literatur- und Kulturforschung (ZfL) an.

## Gesellschaft zur Förderung des ZMO
Die Gesellschaft zur Förderung des ZMO e. V. wurde am 26. Januar 2007 gegründet. Die Idee dazu entstand im Nachgang des zehnjährigen Bestehens des Forschungszentrums im Jahre 2006. Der Verein verfolgt ausschließlich gemeinnützige Zwecke. Er will das Leibniz-Zentrum Moderner Orient ideell und materiell unterstützen und fördern. Dazu kooperiert er mit Einrichtungen und Persönlichkeiten aus Wissenschaft, Politik und Kultur im In- und Ausland. Mit dem ihm zur Verfügung stehenden Mitteln und Kontakten möchte er die vielfältigen Aktivitäten des ZMO begleiten. Das geschieht durch die gezielte Unterstützung wissenschaftlicher Vorhaben des Zentrums ebenso wie durch die Förderung von Publikationsvorhaben oder durch die Organisation und Durchführung von öffentlichen Informationsveranstaltungen, Vorträgen und Diskussionsrunden. Sein besonderes Engagement gilt den am ZMO befindlichen wissenschaftlichen Nachlässen.
Vorsitzender der Gesellschaft ist Peter Heine, Islamwissenschaftler und Gründungsdirektor des ZMO von 1996 bis 1998. Stellvertretende Vorsitzende ist Katrin Bromber, Afrikawissenschaftlerin und Forschungsbereichsleiterin am ZMO. Bettina Gräf, Islamwissenschaftlerin und ehemalige Mitarbeiterin am ZMO, ist Schatzmeisterin der Gesellschaft. Zum Vorstand gehören außerdem Udo Steinbach, Islamwissenschaftler und von 1976 bis 2007 Leiter des Deutschen Orient-Instituts und Ulrike Freitag, Nahosthistorikerin und seit 2002 Direktorin des ZMO.